# آرتور سیفتون
آرتور لوئیس واتکینز سیفتون (انگلیسی: Arthur Lewis Watkins Sifton؛ ۲۶ اکتبر ۱۸۵۸ – ۲۱ ژانویهٔ ۱۹۲۱) یک سیاست‌مدار، قاضی، و وکیل اهل کانادا بود.